# Королюк Параска Василівна
Пара́ска Васи́лівна Королю́к, (також відома як ба́ба Пара́ска; 5 травня 1939 — 26 листопада 2010, с. Кошилівці) — активна учасниця Помаранчевої революції та подальших політичних подій в Україні.

## Життєпис
Народилася 1939 року в Заліщицькому районі Тернопільської області, до смерті мешкала у с. Дорогичівці.
30 років працювала дояркою, 12 років була на заробітках у Казахстані. Мала трьох дочок.
Напередодні Президентських виборів 2004 року багато подорожувала селами центральної та південної України й агітувала за кандидата в президенти Віктора Ющенка.
Активний учасник подій «Помаранчевої революції». За активну участь у них нагороджена знаком «Гвардія революції» та орденом княгині Ольги III ступеня.
Була особисто знайомою з лідерами «Помаранчевої революції» — Віктором Ющенком, Юлією Тимошенко та іншими відомими політиками. У 2005—2006 рр. неодноразово намагалася примирити цих політиків. Для цього періодично відвідувала Київ.
Після 2004 року продовжувала активну діяльність, зокрема, брала участь у пікетуванні «Круглого столу» влітку 2006 року (завершився підписанням «Універсалу національної єдності» між «Нашою Україною», Партією регіонів, СПУ і КПУ; див. також Коаліціада в Україні 2006).
Померла 26 листопада 2010 року на 72 році життя.